# Мельсетьево
Мельсе́тьево — село Куликовского сельского поселения Теньгушевского района Республики Мордовия, в 25 километрах от районного центра (село Теньгушево). 
Название села происходит от дохристианского мордовского имени Мельцет.
В Мельсетьеве имеются школа, библиотека, медпункт, клуб, отделение связи, КФХ.
Население 180 человек (2010), в основном мордва-эрзя.
Расположено в 25 км от районного центра и 125 км от железнодорожной станции Потьма. Название-антропоним: от дохристианского мордовского имени Мельцет. Упоминается в писцовых книгах (1614) как деревня из 12 дворов в беляке М. Чепчера. В «Списке населённых мест Тамбовской губернии» (1866) Мельсетьево — деревня казённая (589 чел.) Темниковского уезда. В 1905 г. в Мельсетьево открыта земская школа. В 1930 г. в селе насчитывалось 1 499 чел.; был создан колхоз им. Сталина, с 1961 г. — «Мельсетьевский», с 1966 г. — «Дружба», с 1992 г. — СХП «Мельсетьевское», с 1997 г. — К(Ф)Х. Мельсетьево — родина юриста П. В. Малышкина. В современной инфраструктуре села — основная школа, библиотека, клуб, медпункт, отделение связи, магазин. В Мельсетьевскую сельскую администрацию входит д. Коломасово (68 чел.).
С 2004 по 2009 год являлось административным центром Мельсетьевского сельского поселения.

## Население
| 2002 | 2010 |
| ---- | ---- |
| 238  | ↘180 |